# Дворец культуры, искусства и творчества (Тольятти)
Дворец культуры, искусства и творчества (ДКИТ) в городе Тольятти — одно из наикрупнейших учреждений культуры Самарской области.
В январе 2019 года переименовано в культурный центр «Автоград».
Построено в 1988 году, расположено в Автозаводском районе между центральными улицами Юбилейная и Революционная, здание является достопримечательностью города.

## Описание
Дворец культуры состоит из 6-ти этажей, выполнен в стиле советского модернизма, построен в 1988 году по инициативе АВТОВАЗа и находился в его собственности до 2010 года, нося название «Дворец культуры и техники ВАЗа» (ДКиТ ВАЗа). В настоящее время здание передано в собственность Мэрии г. Тольятти. Концертный зал состоит на 1273 мест. Танцевальный зал площадью 614 м². Малый зал на 308 мест с площадью сцены 61 м². Литературная гостиная на 70 зрительских мест с площадью сцены 28 м². В составе дворца культуры работает 18 творческих коллективов.
В здании расположена крупнейшая в городе «Библиотека Автограда», в которой проходят литературные и творческие встречи, образовательные программы. На 4-м этаже зал библиотеки занимает 2680 м². Перед центральным входом, проходит летняя творческая площадка. а также в здании расположен «Дворец бракосочетания». Здание связано мостом с торговым центром «Русь». 
Здание является стратегическим и политическим центром города, в котором проходят выступления и встречи Министров и Губернатора Самарской области, а также празднования дни рождения и юбилеи АВТОВАЗа и работников государственных служб. В малом зале до 2018 года проходили ежегодные партийные конференции местного отделения партии Единая Россия.  
Ещё одно такое здание расположено в Ставрополе (Ставропольский дворец культуры и спорта).

### Руководство
- Лоскутов Дмитрий Юрьевич (2017 — н.в.)
- Горпинченко Светлана Викторовна (2013 — 2017)